# Ruta Estatal de Nevada 722
La Ruta Estatal de Nevada 722, y abreviada SR 722 (en inglés: Nevada State Route 722) es una carretera estatal estadounidense ubicada en el estado de Nevada. La carretera inicia en el Oeste desde la US 50     en Middlegate hacia el Este en la US 50     en Austin. La carretera tiene una longitud de 93,6 km (58.139 mi).

## Mantenimiento
Al igual que las autopistas interestatales, y las rutas federales y el resto de carreteras estatales, la Ruta Estatal de Nevada 722 es administrada y mantenida por el Departamento de Transporte de Nevada por sus siglas en inglés Nevada DOT.